# Azercell
Azercell è un operatore telefonico cellulare azero, con sede a Baku.

## Storia
La compagnia è stata fondata il 19 gennaio 1996 da Turkcell e dal Ministero delle Comunicazioni azero, iniziando le attività il 15 dicembre di quell'anno con gli abbonamenti e proseguendo nel 1998 con le prepagate.
Il 17 agosto 2011 è stata nominata dall'UER partner dell'Eurovision Song Contest 2012.

## Servizi LTE
L'azienda ha iniziato ad offrire i servizi LTE dal 24 maggio 2012 sulla frequenza dei 1800 Mhz, operando inizialmente nella regione di Baku e nella Repubblica Autonoma di Naxçıvan.